# Nick Nicola
Nick Nicola, nome artístico de Milton Santo Nicola (Ribeirão Preto, 21 de outubro de 1927  – Rio de Janeiro, 23 de maio de 2015), foi um ator e humorista brasileiro.
Trabalhou em vários filmes (como Bububu no Bobobó) e humorísticos, como Balança Mas Não Cai, Humor Livre, A Festa É Nossa, Escolinha do Professor Raimundo e Reapertura.
Também foi gerente do Retiro dos Artistas durante décadas.